# Karl August Hermann

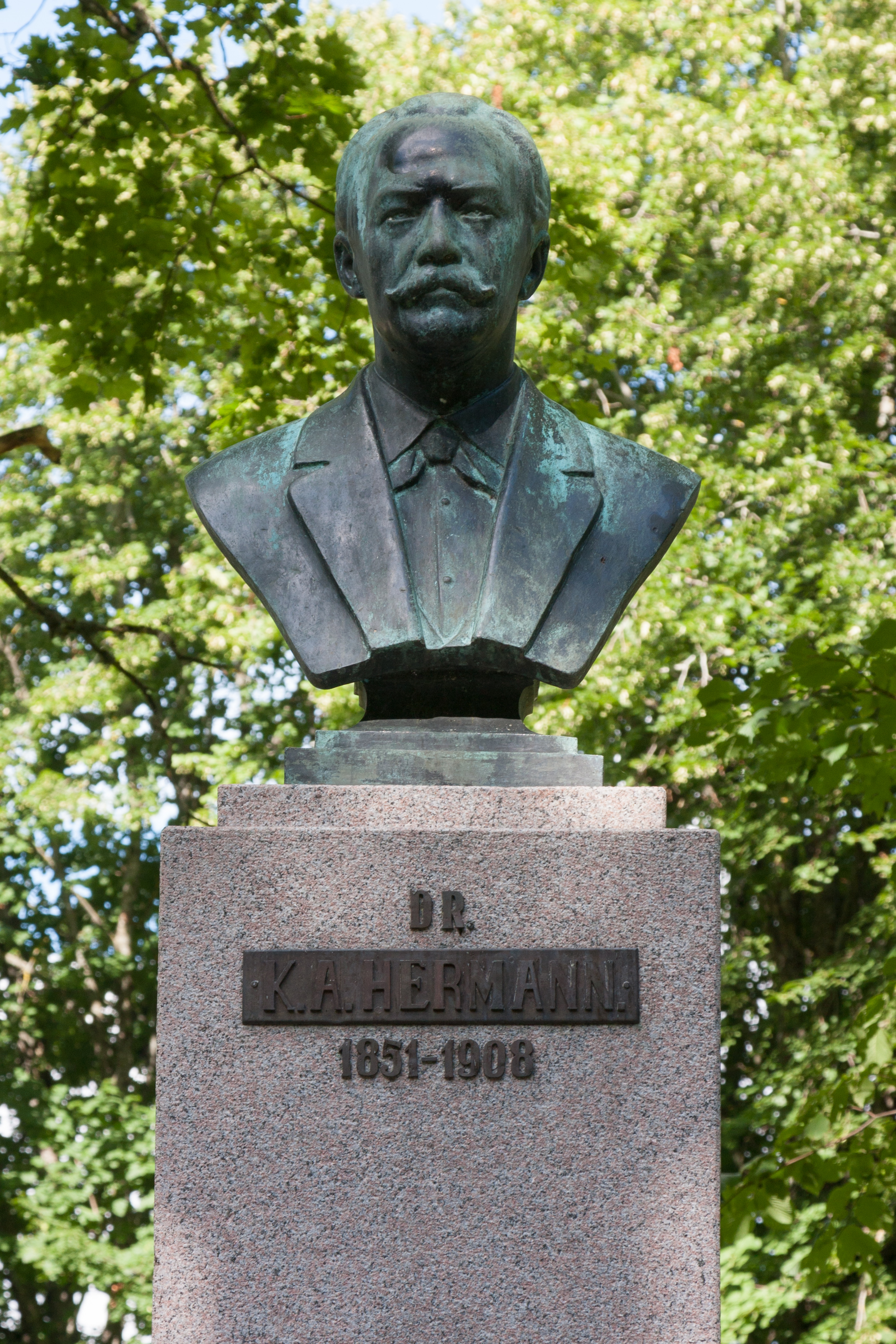
Pomník Karla Augusta Hermanna (Põltsamaa)

Karl August Hermann (23. září 1851, Võhma küla – 11. ledna 1909, Tartu) byl estonský skladatel, lingvista a encyklopedista.

## Život
Narodil se ve vesnici Võhma jako syn kováře. Na stejném místě se učil i na základní škole, kde velmi vynikal. Později odešel do Petrohradu, kde složil maturitu na gymnáziu a poté byl učitelem v Põltsamaa i Petrohradu. V letech 1874–1878 studoval teologii na univerzitě v Tartu. V Lipsku pak v letech 1878–1880 studoval srovnávací jazykovědu a v tomto oboru se stal doktorem filosofie (disertační práce nesla název Die einfache Wortstamm und die drei Lautstufen in der estnischen Sprache). Poté se přestěhoval do Tartu, kde se roku 1882 stal redaktorem novin Eesti Postimees. Od roku 1889 byl lektorem estonštiny na univerzitě v Tartu. V letech 1885–1898 vydával časopis Laulu- ja mängu-leht, který byl posléze vydáván pod názvem Rahva Lõbu-leht. Roku 1886 odkoupil Perno Postimees, stal se tam redaktorem a pojmenoval jej pouze Postimees. V první polovině 90. let 19. století se Postimees proměnil v obrozenecký estonský časopis a roku 1891 se stal prvním estonskojazyčným deníkem. Roku 1896 jej prodal mladší generaci obrozenců a redaktorem deníku se stal známý estonský buditel Jaan Tõnisson. Hermann byl ženat s Paulou Freyberg a měli spolu čtyři děti.

## Dílo
Hermann byl velmi aktivním a různorodým člověkem, zabýval se hudbou, jazykovědou, žurnalistikou a několika dalšími oblastmi. Je považován za prvního, který zkomponoval estonskou operu – ta nese název Uku ja Vanemuine, pokoušel se vypátrat původ Estonců (tvrdil například, že Estonci jsou potomky starých Sumerů), podílel se na vydání první estonskojazyčné encyklopedie (Eesti Üleüldine Teaduse Raamat) a vydal první přehled dějin estonské literatury (Eesti kirjanduse ajalugu esimesest algusest kuni meie ajani, 1989). Zároveň byl propagátorem a skladatelem estonské hudby a sběratelem folklóru.
S Hermannovým jménem je však ponejvíce spojována jeho gramatika (Eesti keele Grammatik). Jednalo se totiž o první ucelenou gramatiku estonského jazyka psanou v estonštině. Ta vyšla roku 1884 v Tartu a nesla podnadpis „Pro školy i samouky a všem, kteří chtějí správně a čistě estonského jazyka užívati i psáti a hlouběji jej poznati a zkoumati, knihu vydal Dr. K. A. Hermann.“ V náhledu na jazyk a jeho uspořádání byl pokračovatelem myšlenky Jakoba Hurta, ale v podstatě o něco extrémnějším. Byl puristou a staromilcem a za čistou estonštinu považoval jen tu, která je očištěna od cizích vlivů a jejímž základem je stará estonština a nářečí. Nelíbilo se mu například vnikání nových vokálů e, o, ö do první slabiky a zastával „staré, dobré“ vokály i, u, ü. Jelikož byl Hermann člověkem hudebně nadaným, v jazyce dával přednost eufonii hlásek, proto se mu zdál vokál „i“ zvukově přijatelnější a krásnější než vokál „e“. Jen pro vědu pak byl ochoten obětovat i krásu, a výjimky respektovat i u nářečí.
Nejširší část gramatiky byla určena vesnickým a farním školám, užší část pro farní školy a samouky, kteří si přáli hlouběji studovat a poznávat estonštinu. Ta nejtenčí část, která se věnovala jazykovědě samotné, obsahovala zároveň nejvíce chybných názorů. Na gramatiku se tak sneslo mnoho pádné kritiky, ale též pozitivní pozornosti. Hermann se pokoušel o vytvoření základů estonské jazykovědy, ačkoliv byl jeho pohled na ni značně odlišný od jiných, kteří si za základ spisovné estonštiny zvolili severní variantu a chtěli využít její fonetiky. To se Hermannovi nelíbilo, zdůrazňoval historické tvary a tradici spisovného jazyka, ale též jeho systematičnost. Jeho slova to nicméně dokládají: „Jazyk, který vidíte v gramatice, není mnou vymyšlený, ale je to jazyk lidu, který je slyšet po celém Estonsku. Je pouze očištěn a vyjasněn prostřednictvím vědy.“ (Eesti Postimees 1884).
První část gramatiky byla o fonetice a tvarosloví, další část, která vyšla roku 1896, byla o syntaxi. Hermann byl první, kdo se jí tak výrazně věnoval.
Hermann byl tvůrcem mnoha jazykovědných norem, které kromě své gramatiky šířil i ve svých periodikách. V 80. letech 19. století se tak jeho normy celkem úspěšně rozšířily. Zároveň vytvořil základ estonské jazykovědné terminologie. Dodnes jsou zachována slova jako: minevik (minulý čas), tulevik (budoucí čas), ainsus (jednotné číslo), mitmus (množné číslo), häälik (hláska), asesõna (zájmeno), käänamine (skloňování), kääne (pád) – zároveň se zachovala všechna pojmenování estonských pádů, atd. Nebyl tvůrcem jen terminologie jazykovědné, ale zasloužil se i o vznik spousty slov v oblasti hudby, například slova helilooja (skladatel), metssarv (lesní roh), heliredel (stupnice), avamäng (předehra), puhkpill (dechový nástroj), a spoustu dalších. Vytváření nových slov Hermann upřednostňoval skrze nářečí a pomocí derivace a slučování. Benita Brambat předpokládá, že se zasloužil o celých 12 % estonské slovní zásoby, která se ustálila.